# Pribylina
Pribylina är en by och en kommun i distriktet Liptovský Mikuláš i regionen Žilina i norra Slovakien.

## Geografi
Kommunen ligger på en altitud av 768 meter och täcker en area på 86,12 km². Den har ungefär 1 323 invånare.